# Escudilla Bonita, New Mexico
Escudilla Bonita, New Mexico (енгл. Escudilla Bonita) насељено је место без административног статуса у америчкој савезној држави Њу Мексико.

## Демографија
По попису из 2010. године број становника је 119.
| Група             | 2000.    | 2010.       |
| Белци             | 0 (0,0%) | 102 (85,7%) |
| Афроамериканци    | 0 (0,0%) | 0 (0,0%)    |
| Азијати           | 0 (0,0%) | 1 (0,8%)    |
| Хиспаноамериканци | 0 (0,0%) | 9 (7,6%)    |
| Укупно            | 0        | 119         |